# Erik Jakobsson
Jakobs Erik Jakobsson, född 16 februari 1847 i Leksands socken, Kopparbergs län, död 25 oktober 1913 i Norrala församling, Gävleborgs län, var en svensk bruksägare och byggmästare.
Jakobsson var ägare av Vågbro tegelbruk, men under hans tid upphörde efterhand tegeltillverkningen i Vågbro, då han var mera intresserad av byggenskap (i egendomen ingick även en kvarn, en såg och en hyvel). Han uppförde bland annat Trönö nya kyrka 1895, till vilken tegelbruket till en början levererade tegel. Tegel levererades också till läroverket och Elimkyrkan i Söderhamn. Han byggde även Lötskolan i Vågbro. År 1904 restaurerades Skogs kyrka både ut- och invändigt. Han var även verksam inom kommunalpolitiken och kunde med sin betydande förmögenhet utöva ett stort inflytande med den då tillämpade fyrktalslängden.